# Papa, j'ai une maman pour toi
Pour les articles homonymes, voir Les deux font la paire.
Pour plus de détails, voir Fiche technique et Distribution.
Papa, j'ai une maman pour toi ou Les deux font la paire au Québec (It Takes Two) est un film américain réalisé par Andy Tennant, sorti en 1995.

## Synopsis
Amanda Lemmon 9 ans, vit dans un orphelinat, où elle est considérée comme un "garçon manqué". Elle est la protégée de Diane Barrows, son assistante sociale. Alyssa Callaway, 9 ans également, vit avec son père dans une luxueuse demeure. Chacune de leur côté, les jeunes filles voudraient changer de vie. Des vacances sont organisées pour les enfants de l'orphelinat, dans un camp, qui est situé près de la maison du père d'Alyssa. Les filles décident de s'enfuir de chez elles, et courent en s'enfonçant dans la forêt qui les sépare, tout en courant, chacune se retournant, elles se heurtent. Elles sont ébahies quand elles voient qu'elles ont une ressemblance frappante.
Elles décident alors d'échanger leur vie. Amanda, vivant désormais avec le père d'Alyssa, apprend à le connaître et l'apprécie beaucoup. Elle voudrait qu'il rencontre Diane, afin qu'ils tombent amoureux, et espère qu'ils l'adopteront. De plus, elle est devenue très proche d'Alyssa qui souhaiterait la même chose. Mais tout ne se passe pas comme elles le voudraient : ce dernier est sur le point de se marier. Les deux jeunes filles organisent alors toutes sortes de plans pour rapprocher les deux adultes.

## Fiche technique
- Réalisation : Andy Tennant
- Genre : Comédie
- Durée : 101 minutes
- Dates de sortie :
  - Canada et États-Unis : 17 novembre 1995
  - France : 10 juillet 1996

## Distribution
- Kirstie Alley (VF : Céline Monsarrat ; VQ : Claudine Chatel) : Diane Barrows
- Steve Guttenberg (VF : Bernard Lanneau ; VQ : Alain Zouvi) : Roger Callaway
- Mary-Kate Olsen (VF : Adeline Chetail ; VQ : Kim Jalabert) : Amanda Lemmon
- Ashley Olsen (VF : Adeline Chetail ; VQ : Kim Jalabert) : Alyssa Callaway
- Philip Bosco (VF : Jacques Ciron ; VQ : Yves Massicotte) : Vincenzo
- Jane Sibbett (VF : Odile Schmitt ; VQ : Claudie Verdant) : Clarice Kensington
- Michelle Grisom : Carmen
- Michèle Lonsdale Smith (VQ : Natalie Hamel-Roy) : Michelle
- Lawrence Dane (VF : Yves Barsacq) : M. Kensington
- Gerrard Parkes (VF : Pierre Baton) : le prêtre de l'église St. Bart

## Autour du film
Ce film est une énième adaptation du roman allemand Deux pour une d'Erich Kästner qui a connu de nombreuses adaptations cinématographiques, dont une production de Walt Disney Pictures en 1998, intitulée À nous quatre, réalisée par Nancy Meyers avec Lindsay Lohan dans les rôles des deux jumelles.